# Saint-Rome-de-Dolan
Saint-Rome-de-Dolan är en kommun i departementet Lozère i regionen Occitanien i södra Frankrike. Kommunen ligger i kantonen Le Massegros som tillhör arrondissementet Florac. År 2018 hade Saint-Rome-de-Dolan 68 invånare.

## Befolkningsutveckling
Antalet invånare i kommunen Saint-Rome-de-Dolan
| Referens: INSEE |